# Заславский, Риталий Зиновьевич
Риталий Зиновьевич Заславский (4 марта 1928, Киев — 13 марта 2004, там же) — советский и украинский поэт, писатель и переводчик, писавший на русском языке. Член Союза писателей СССР (с 1974 г.), Национального союза писателей Украины (с 1992 г.). Печатался в таких журналах как: «Юность», «Дружба народов», «Ной», «Нева», «Новый мир», «Грани».

## Биография
Родился 4 марта 1928 года в Киеве.
Впервые начал печататься как поэт с 1946 года. В 1962 году окончил Московский Литературный институт.
Переводил стихи с разных языков: азербайджанского, английского, армянского, грузинского, иврита, идиш, испанского, молдавского, серболужицкого, сербохорватского, украинского, французского и цыганского на русский и другие языки.  Стараниями Заславского были разысканы произведения многих киевлян, чьё творчество казалось безвозвратно утраченным, – стихи и переводы Эмиля Люмкиса, к примеру; он же уговорил поэтессу Людмилу Титову (1921–1993) написать воспоминания о друге довоенной молодости Иване Матвееве, известном теперь как Иван Елагин, – эти мемуары с предисловием Заславского вышли в Киеве отдельной книгой («Мне казалось, мы будем жить на свете вечно») в 1995 году тиражом в 250 экземпляров.
Умер на 77-м году жизни 13 марта 2004 года. Похоронен на Байковом кладбище Киева (участок № 49б).

## Публикации
Автор более ста книг.

### Книги
- «Мой сентябрь», М., Детская литература, 1969 — 32 с.
- «Прикосновенность». Киев, Радяньский письменник, 1970; — 104 с.
- «Огниво». Киев, Молодь, 1974; — 104 с.
- «Ночное такси», М., Детская литература, 1977 — 16 с.
- «Время». Киев, Радяньский письменник, 1978; — 88 с.
- «Ровный свет». Киев, Молодь, 1980; — 128 с.
- «Маринка и малинка», Киев, Веселка, 1982 — 18 с.
- «Мой дом». Киев, Радяньский письменник, 1983; — 70 с.
- «Годовщины». Киев, Днипро, 1984; — 192 с.
- «Вдох и выдох». Киев, «Молодь», 1987; — 136 с.
- «Очнусь травой…», М., «Советский писатель», 1989; — 192 с.
- «Живу, как все…», Киев, «Радянський письменник», 1990; — 168 с.
- «Пока мы живы…», Киев, «ВИ-ПОЛ», 1994; — 112 с.
- «Кто-то должен нести этот крест…», Киев, «Созвучие», 1995;
- «Все так и есть», Киев, издательство журнала «Радуга», 1998.
- «Королек и зима», М., Детская литература, 1968;
- «Утро всегда начинается с птиц…», Киев, Веселка, 1971,
- «Рисунок на камне», М., Детская литература, 1972; — 16 с.
- «Расклейщик афиш», М., Детская литература, 1974; — 16 с.
- «Пролетали гуси», М., Детская литература, 1979;
- «Утро всегда начинается с птиц…», М., Детская литература 1981; — 96 с.
- «Три песенки», Киев, 1983; — 34 с.
- «Топал тополь в Мелитополь», Киев, «Веселка», 1988 (предисловие Е. Чеповецкого); — 192 с.
- «Тяпа», Повесть. М., «Детская литература», 1991; — 28 с.
- «Я веселый! А ты?», Киев, «Веселка», 1993;
- «Ранние сумерки», Харьков, «Фолио», 2001.

## Редактирование
- Член редколлегии «Егупца» (со дня его основания)[1].

## Переводы
Риталий Зиновьевич опубликовал более 15 книг-переводов украинских, а также кавказских поэтов. Среди них:
- Жанэ К. Дед и внуки./ Пер. с адыгейского Р. Заславского. — Майкоп, 1961
- Гадагатль А. Лиса и свинья. / Пер. с адыгейского Р. Засловского. Краснодар, 1961.
- Хазрет Панеш книги «Кэлищ» («Три мальчика») и «Мяч» (в переводе на русский язык Р. Заславского 1967)
- Жанэ К. Неразлучные друзья. / Пер. с адыгейского Р. Заславского. Краснодар, 1976
- Жанэ К. Сколько мне лет? / Пер. с адыгейского Р. Заславского. М., 1979
- М. Коцюбинский «Братья месяцы»
- Л. Украинка «Веснянка» / Пер. с украинского Р. Заславского. М., Детская литература, 1978
- Шевченко Т. Г. «Зацвела в долине красная калина» / Пер. с украинского Р. Заславского. М., Детская литература, 1972
- Шевченко Т. Звезда моя вечерняя.
- Крищенко В. «Март, откуда ты идёшь?»
- Павлычко Д. «Как медведя разбудить?»
- Тычина П. «Солнце и дым»
- Чернявский Ш. Б. «По московскому времени»
- Щоголев Я. «Лебедушка»
- «Где ты, барвинок, рос, вырастал»
- «Красный прекрасный цветок»
- «Три звездочки»

## Цитаты
Моисей Гойхберг: 

Ушёл из жизни Риталий Зиновьевич Заславский, замечательный человек, талантливый Поэт, писатель, переводчик, литературовед, лауреат многих литературных премий. За развитие российско-украинских связей Указом Президента России он, единственный из русских поэтов на Украине, был награждён медалью Пушкина. Риталий Зиновьевич был добрым, честным и порядочным человеком, чутким и отзывчивым товарищем. Всем, знавшим его, памятна приятная улыбка, прекрасная русская речь, умные, всепонимающие глаза.

## Награды
- Медаль Пушкина (8 июля 2003 года, Россия) — за большой вклад в развитие и укрепление российско-украинских культурных связей[2].

## Признание
Киевский журнал «Радуга» учредил ежегодную международную литературную премию «Круг родства» им. Риталия Заславского.